# Naděžda Macurová
Naděžda Macurová (13. října 1949 Praha – 28. června 2022) byla česká literární vědkyně, překladatelka a redaktorka. V letech 1969–1974 vystudovala obor francouzština - němčina na Filozofické fakultě Univerzity Karlovy; roku 1978 získala titul PhDr., 1982 vědeckou hodnost CSc. Jejím manželem byl spisovatel Vladimír Macura. Byla šéfredaktorkou literárního časopisu Iniciály a redaktorkou časopisu Tvar. Od 1997 vedla Literární archiv Památníku národního písemnictví. Překládala z francouzštiny a z němčiny.